# Ermesinda Asturská
Ermesinda Asturská byla sňatkem s Alfonsem I. Asturským („Alfons Katolický“) asturskou královnou. Narodila se jako dcera asturského krále Pelaya a jeho královny Gaudiosy.

## Život
Latinská Chronicon Albeldense uvádí, že Ermesinda byla dcera prvního asturského krále Pelaya a jeho manželky Gaudiosy a že jejím bratrem byl Favila, druhý asturský král. Emesinda nechala převést své nároky na trůn na svého manžela Alfonse, syna Petra Cantabrijského. Alfons, známý jako Alfons I. nebo Alfons Katolický, se stal po smrti švagra Favily asturským králem a Ermesinda se stala královnou.
Přesné datum Ermesendina narození je neznámé, ale zdá se, že se narodila mezi lety 720 a 730. Možná se narodila v Asturii, kde byl její otec krále, o tom však chybí dokumenty. Datum jejího úmrtí je neznámé.
Po Ermesindině smrti bylo její tělo pohřbeno zřejmě v klášteře Santa María u Cangas de Onís. Její manžel tam byl pohřben také.

## Manželství a potomci
Ermesinda měla se svým manželem Alfonsem I. tři děti:
- Fruela I. Asturský
- Vimarano
- Adosinda Asturská